# Mariaparochie
Mariaparochie (52° 23′ N, 6° 42′ L) é uma cidade dos Países Baixos, na província de Overijssel. Mariaparochie pertence ao município de Tubbergen, e está situada a 4 km, a nordeste de Almelo.
Em 2001, a cidade de Mariaparochie tinha 281 habitantes. A área urbana da cidade é de 0.069 km², e tem 95 residências. 
A área de Mariaparochie, que também inclui as partes periféricas da cidade, bem como a zona rural circundante, tem uma população estimada em 290 habitantes.